# 능실중학교
능실중학교는 대한민국 경기도 수원시 권선구 호매실동에 있는 공립 중학교이다.

## 학교 연혁
- 2011년 3월 4일 : 33학급 설립인가
- 2013년 3월 1일 : 초대 교장 채찬석 취임
- 2013년 3월 4일 : 제1회 입학식 (75명)
- 2014년 2월 12일 : 제1회 졸업식 (6명)
- 2014년 10월 24일 : 제1회 능실제
- 2022년 12월 30일 : 2022년 제1호 능실몽실(학교문집) 발간
- 2023년 1월 3일 : 제10회 졸업식 (197명, 누계 1,098명)
- 2023년 3월 1일 : 제4대 교장 최원관 취임
- 2023년 3월 2일 : 제11회 입학식 (313명)

## 참고 자료
- 능실중학교 - 한국교육학술정보원 학교알리미